# Epicriopsis
Epicriopsis es un género  de ácaros perteneciente a la familia Ameroseiidae.

## Especies
Epicriopsis Berlese, 1916
- Epicriopsis haloghi Kandil, 1978
- Epicriopsis horrida (Kramer, 1876)
- Epicriopsis hungarica Kandil, 1978
- Epicriopsis jilinensis Ma, 2002
- Epicriopsis walteri Halliday, 1997